# 야미나
야미나 혹은 예미나(히브리어: ימינה)는 본디 뉴라이트와 우파정당연합(유대인의 집과 트쿠마의 연합)으로 구성된 이스라엘의 우파 정당연합이었다. 2020년 7월 14일 유대인의 집이 연합을 탈퇴하였고, 2021년 1월 20일 종교시온당이 연합을 탈퇴함에 따라, 현재는 뉴라이트만이 유일한 구성원이다.
2019년 9월 총선을 앞두고 결성되었으며, 선거 결과 7석을 획득했다. 선거 후에도 연합은 단일 형태로 협상에 임했지만, 10월 6일 뉴라이트는 자체적인 분파로, 트쿠마와 유대인의 집은 잔류하는 쪽으로 연합이 해체될 것으로 보였다. 하지만 야미나 해체, 혹은 일종의 "교섭단체" 형태 유지를 두고 이견이 분분했고, 결국 당일 협상은 결렬되었다. 이후 10일 해체했으나 재총선을 앞둔 2020년 1월 15일 재결성했다.